# Clube Olímpico do Montijo
O Clube Olímpico do Montijo é um clube português, localizado na cidade de Montijo, distrito de Setúbal.
Foi fundado em 2007, depois da extinção do histórico Clube Desportivo Montijo, e acaba na realidade, por ser uma continuação deste, através dos seus adeptos, imagem e instalações desportivas.
O C.O. Montijo iniciou a sua atividade a nível do futebol sénior na 2ª Divisão Distrital da Associação de Futebol de Setúbal na temporada de 2007/08. Na época 2016/17, a nível Sénior de Futebol de 11, disputou e sagrou-se campeão distrital da Primeira Divisão da Associação de Futebol de Setúbal.
Na temporada 2019/20, o Olímpico do Montijo disputou a Série D do Campeonato de Portugal e garantiu a permanência no terceiro escalão do futebol português após o fim abrupto da competição da F.P.F. pelo motivo da pandemia COVID-19. O clube montijense disputou apenas 25 jornadas das 34 propostas e estava no décimo terceiro lugar da classificação. 
Na temporada de 2020/21, o Olímpico do Montijo disputou a Série G do Campeonato de Portugal, desta vez sob o comando técnico de Rui Narciso e na temporada 2023/24, o Olímpico do Montijo disputou o campeonato distrital AF Setúbal I Divisão, da Associação de Futebol de Setúbal.

## História
O Clube Olímpico do Montijo foi fundado no Verão de 2007, teve como seu fundador e primeiro presidente Pedro Nuno Santos , sendo o presidente atual Cláudio Oliveira. O Futebol é a modalidade praticada.
No dia 19 de Abril de 2018, os sócios do Olímpico do Montijo votaram a favor da criação de uma SAD (Sociedade Anónima Desportiva), tornando o luso/cabo-verdiano José de Almeida, irmão do internacional português Nani, como novo proprietário do clube do Montijo.
No dia 20 de setembro de 2018, o Conselho administrativo do Olímpico do Montijo lançou um comunicado a terminar a relação contratual com José Almeida, relatando incumprimentos pré-estabelecidos.
A 17 de janeiro de 2019, a Direção do Clube Olímpico do Montijo comunicou que a Senhora Miao Chunyan é a nova investidora e Presidente do Conselho de Administração do Clube Olímpico do Montijo-Futebol, SAD.
A 13 de Agosto de 2020, a Direção do Clube Olímpico do Montijo comunicou que a participação social detida por Miao Chunyan na referida sociedade desportiva foi colocada à venda e adquirida pela Yunnan Kunlu Sports Culture Communication Co. , Ltd sediada em Kunming (RP da China). A referida empresa é, também detentora de um clube profissional de futebol, o Yunnan Kunlu Football Club Co. Ltd que disputa a CFA China League 2 (terceira divisão).
Além da equipa de Séniores, o C.O.M. dispõe de todos os escalões de formação, disputando os vários campeonatos distritais da Associação de Futebol de Setúbal.
A equipa de futebol Sub 19 (juniores) do Olímpico do Montijo participa pelo segundo ano consecutivo no Campeonato Nacional da 2ª Divisão de Juniores. 
Dispõe de Claque, de nome Orgulho Aldeano, sendo dos poucos clubes distritais a ter uma claque.
O COM conta já com vários títulos: Campeão 2ª Divisão Distrital de Seniores, Campeão 1ª Divisão Distrital de Juniores, Campeão 2ª Divisão Distrital de Juniores, Campeão 1ª Divisão Distrital de Juvenis, Campeão 2ª Divisão Distrital de Juvenis, Campeão 2ª Divisão Distrital de Iniciados (vice-campeão 1ª Divisão Distrital nesta época). A equipa sénior conquistou o 1º lugar do campeonato da 1ª Divisão Distrital de Setúbal em 2010/2011, tendo subido à antiga 3ª Divisão Nacional, disputando em 2011/2012 a Série E.
Entre os treinadores conhecidos que passaram por este clube destaque para Fernando Mendes nos seniores (ex internacional), Carlos Lóia nos seniores (ex-treinador do Alcochetense nos campeonatos nacionais) José Rachão (ex jogador do CD Montijo e vencedor da Taça de Portugal pelo Vitória FC) e Vítor Afonso nos iniciados (simultaneamente elemento da equipa técnica dos Juniores do Sporting CP).
O Olímpico do Montijo tem como grande rival o GDA (Grupo Desportivo Alcochetense) muito devido à grande proximidade (6km) entre os dois concelhos, mas pelo número de confrontos disputados, o Montijo tem os chamados jogos clássicos, as partidas frente a FC Barreirense, Amora Futebol Clube, Atlético Clube de Portugal e Clube Oriental de Lisboa.

## Plantel Atual
Atualizado em "4" de "Março" de "2021"

## Histórico

### Títulos
| Nacionais | Nacionais             | Nacionais | Nacionais        |
|           | Competição            | Títulos   | Temporadas       |
| --------- | --------------------- | --------- | ---------------- |
|           |                       |           |                  |
| Regionais |                       |           |                  |
|           | Competição            | Títulos   | Temporadas       |
|           | 1ª divisão AF Setúbal | 2         | 2010/11, 2017/18 |
|           | 2 divisão AF Setúbal  | 1         | 2013/14          |

### Presenças
| Nacionais | Nacionais        | Nacionais | Nacionais        |
|           | Competição       | Presenças | Melhor posição   |
| --------- | ---------------- | --------- | ---------------- |
|           | Primeira Liga    | 0         | 0º               |
|           | Segunda Liga     | 0         | 0                |
|           | Segunda Divisão  |           |                  |
|           | Terceira Divisão |           |                  |
|           | Taça de Portugal | 4         | 4.ª eliminatória |
|           | Taça da Liga     | 0         | 0                |
| Regionais |                  |           |                  |
|           | Competição       | Presenças | Melhor posição   |
|           |                  |           |                  |

## Dados e Estatísticas
Atualizado em "4" de "Março" de "2021"
| Melhores marcadores do | Melhores marcadores do | Melhores marcadores do |      | Jogadores com mais jogos no | Jogadores com mais jogos no | Jogadores com mais jogos no |
| Rank                   | Jogador                | Golos                  | Rank | Jogador                     | Jogos                       |                             |
| ---------------------- | ---------------------- | ---------------------- | ---- | --------------------------- | --------------------------- | --------------------------- |
| 1                      | Cami                   | 79                     | 1    | Carlitos                    | 179                         |                             |
| 2                      | Carlitos               | 53                     | 2    | Cami                        | 171                         |                             |
| 3                      | João Monteiro          | 23                     | 3    | Diogo Arreigota             | 161                         |                             |
| 4                      | Marcelo Castro         | 22                     | 4    | Marcelo de Castro           | 153                         |                             |
| 5                      | Beto                   | 21                     | 5    | Pedro Batista               | 91                          |                             |
| 6                      | Artur Futre            | 15                     | 6    | João Monteiro               | 88                          |                             |
| 7                      | Ruben Góias            | 12                     | 7    | Gil Costa                   | 51                          |                             |
| 8                      | Gil Costa              | 12                     | 8    | Miguel Pinéu                | 49                          |                             |
| 9                      | Amândio Ramião         | 12                     | 9    | Bruno Costa                 | 48                          |                             |
| 10                     | André Silva            | 10                     | 10   | Carlos Miguel               | 41                          |                             |

## Presidentes
| # | Período   | Presidente        | Feitos e Marcos                                                                  |
| - | --------- | ----------------- | -------------------------------------------------------------------------------- |
| 1 | 2007/2011 | Pedro Nuno Santos | Vice campeão distrital 2° Seniores 2007/08 Campeão distrital 1° 2010/11 Seniores |